# HMS Jed (K235)
«Джед» (англ. HMS Jed (K235) — військовий корабель, фрегат типу «Рівер» Королівського військово-морського флоту Великої Британії та ВМС США за часів Другої світової війни.
Фрегат «Джед» був закладений 27 вересня 1941 року на верфі компанії Charles Hill & Sons Ltd у Бристолі. 30 липня 1942 року він був спущений на воду, а 30 листопада 1942 року увійшов до складу Королівських ВМС Великої Британії.

## Історія
У лютому 1943 року «Джед» діяв у складі 1-ї ескортної групи, яка виконувала обов'язки з супроводу конвоїв у Північній Атлантиці. 6 травня після прибуття до Західних підходів із Сент-Джонса на підтримку конвою «Джед» разом із шлюпом «Пелікан» за допомогою радара виявили підводний човен і розпочали переслідування. В результаті полювання на човен німецький U-438 був знищений «Пеліканом». 19 травня 1943 року фрегат разом з однотипними «Спей» і «Вір» і шлюпом «Сеннен» діяли в тильній частині конвою і південно-східніше мису Фарвель помітили U-954 на поверхні. Підводний човен випустив свої торпеди перед аварійним зануренням, але на щастя для союзників, жодне судно не було уражене. Незабаром після цього «Джед» разом з шлюпом «Сеннен» глибинними бомбами затопив німецький підводний човен U-954. Загинув весь екіпаж, серед загиблих був лейтенант-цур-зее Петер Деніц, син грос-адмірала Карла Деніца.
14 червня 1943 року у Північній Атлантиці, південно-західніше Ісландії, глибинними бомбами британського фрегата «Джед» і шлюпа «Пелікан» був затоплений човен U-334 з усім екіпажем у 47 осіб.
26 серпня, перебуваючи на патрулюванні в Біскайській затоці, «Джед» разом із п'ятьма іншими протичовновими кораблями пошкодив U-340 глибинними бомбами. У вересні він повернувся в Північну Атлантику, виконуючи обов'язки супроводу на маршруті Сполучене Королівство — Гібралтар.